# Davide Appollonio
Davide Appollonio (Isernia, 1989. június 2. –) olasz profi kerékpáros. 2021-ben visszavonult a versenyzéstől.

## Eredményei
2009
1. - Coppa Lanciotto Ballerini
1. - Giro Colline Capannoresi
5. - GP della Liberazione
6. - GP Palio del Recioto
2010
1., 4. szakasz - Tour du Limousin
2. - GP de Fourmies
2. - Tour de Vendée
5. - Clasica de Almeria
7. - Coppa Sabatini
10. - GP Pino Cerami
2011
1., 3. szakasz - Tour de Luxembourg
1., 1. szakasz - Tour du Poitou Charentes et de la Vienne
7., összetettben - Ster ZLM Tour
2013
5., Paris-Bourges
2014
2., Roma Maxima
6., Scheldeprijs

## Grand Tour eredményei
| Grand Tour | 2011    | 2012 | 2013 | 2014    | 2015 |
| ---------- | ------- | ---- | ---- | ------- | ---- |
| Giro       | feladta | -    | 168. | feladta |      |
| Tour       | -       | -    | -    | -       |      |
| Vuelta     | -       | -    | -    | -       |      |